# Dambach-la-Ville

Dambach-la-Ville este o comună în departamentul Bas-Rhin, Franța. În 1 ianuarie 2022 avea o populație de 2.186 de locuitori.